# McKinley Nunatak
Il McKinley Nunatak è il più meridionale dei tre grandi nunatak antartici, situati nella parte superiore del Ghiacciaio Liv, circa 9 km a nord-nordest del Barnum Peak, nei Monti della Regina Maud, in Antartide.
La denominazione è stata assegnata dal gruppo sud della New Zealand Geological Survey Antarctic Expedition (1961–62) in onore del capitano Ashley C. McKinley, fotografo nel volo verso il Polo Sud del 1929 nel corso della prima spedizione antartica (1928-30) dell'esploratore polare statunitense Byrd.